# 羅米娜·波爾莫卡塔里
羅米娜·波爾莫卡塔里（瑞典語：Romina Pourmokhtari；1995年11月12日—）是一名瑞典政治人物。2022年起，她在克里斯特松內閣中擔任氣候與環境部長，以及斯德哥爾摩市鎮的瑞典議會議員。她於26歲時就任環境部長，是瑞典有史以來最年輕的內閣部長。

## 政治生涯
波爾莫卡塔里在2019年成為瑞典自由青年協會的主席。2022年9月14日，她宣布將在即將於11月召開的大會上卸任主席職務。

## 個人生活
波爾莫卡塔里在松德比貝里長大。她的父親是一名來自伊朗的政治難民，正是透過他，波爾莫卡塔里開始對政治感到興趣。根據波爾莫卡塔里說，她的父母「在自由被剝奪時」逃離了這個國家。在接受瑞典報紙《NU - Det liberala Nyhetsmagasinet》的採訪時，她表示其第一次強烈的政治記憶是在2009年的伊朗綠色革命。
2022年，波爾莫卡塔里被《Expressen》評為「瑞典30歲以下最有權勢的政治家」。